# Засухонская
Засухонская — деревня в Вожегодском районе Вологодской области.
Входит в состав Нижнеслободского сельского поселения, с точки зрения административно-территориального деления — в Нижнеслободский сельсовет.
Расстояние по автодороге до районного центра Вожеги — 51,5 км, до центра муниципального образования Деревеньки — 2,5 км. Ближайшие населённые пункты — Холдынка, Окуловская, Игнатовская.
По переписи 2002 года население — 30 человек (19 мужчин, 11 женщин). Всё население — русские.